# تارو أورابي
تارو أُرابً (باليابانية: 卜部 太郎) (11 يوليو 1977 في أكاشي في اليابان – )؛ هو لاعب كرة قدم ياباني سابق كان يلعب كمهاجم.

## وصلات خارجية
- تارو أورابي على موقع رابطة كرة القدم اليابانية للمحترفين (اليابانية)
- تارو أورابي على موقع عالم كرة القدم.نت (الإنجليزية)